# Alberto de Blanc
Alberto de Blanc (født 10. november 1835 i Chambéry, Savojen, død 30. maj 1904) var en italiensk baron og diplomat.
Blanc blev tidlig ansat i det sardinske (senere italienske) udenrigsministerium under Cavour og var 1862 tillige med Isacco Artom udgiver af et udvalg af den store statsmands taler (Œuvre parlamentaire de comte de Cavour). Da den diplomatiske forbindelse med Østrig 1867 blev genoprettet, blev Blanc ansat ved gesandtskabet i Wien. Han var 1869—71 samt på ny 1881—83 generalsekretær i udenrigsministeriet, 1871—75 sendemand i Bryssel, 1875—81 i Washington, 1884—87 i Madrid og 1887—91 i Konstantinopel. Endelig var han december 1893—marts 1896 udenrigsminister under Crispi. I 1875 blev Blanc adlet som baron og 1892 udnævnt til senator. Allerede 1860 havde han udgivet Correspondance diplomatique du comte Joseph de Maistre (2 bind).